# Saiful Rijal
Saiful Rijal (auch Saiful Rehal, Saiful Rizal; arabisch سيف الرجال) war nach offizieller Zählung der siebte Sultan von Brunei. Er herrschte ab ca. 1533 (1530), seit der Abdankung seines Onkels und Adoptivvaters bis zu seinem Tod 1581.
In dieselbe Regierungszeit fällt auch der Ausbruch der militärischen Auseinandersetzungen des Sultanates Brunei-Borneo mit der spanischen Kolonialexpansion auf den Philippinen, deren unmittelbarer Nachbar das damals wesentlich größere Sultanat Brunei war (Perang Kastila; Jawi: ڤراڠ كستيلا; Spanisch: Expedición española a Borneo) 1578.
Saiful Rijals ältester Sohn Shah Berunai wurde sein Nachfolger. Die Spanier bezeichneten Sultan Saiful Rijal als „Lixar“ oder „Sultan Nula Alan“.